# Марк Креует
Марк Креует (на испански: Marc Crehuet) е испански режисьор, сценарист, драматург, автор на произведения в жанра драма.

## Биография и творчество
Марк Креует е роден на 7 април 1978 г. в Сантандер, Испания.
Бил е анализатор на сценарии за TV3 и сценарист за програми и сериали като „Àngels i Sants“. Става известен със сценария и режисурата на сериала „Pop ràpid“, считан за поредицата белетристика с най-иновативен формат на каталонската автономна телевизия.
През 2013 г. е издадена и поставена пиесата му „Едноокият цар“ (El rey tuerto). Главният герой е млад мъж, който е загубил очите си от гумен куршум при уличен протест. Той присъства на вечеря, на която по случайност се среща с полицая, който е стрелял. Пиесата е черна комедия за крехкостта на убежденията, за природата на социалните роли и за търсенето на истината. Тя е много успешна и е преведена на различни езици, вкл. в България. Екранизирана е през 2016 г от самия Марк Креует. Печели награда за най-добър филм на Международен филмов фестивал Fic-Cat на Каталония. В България пиесата е реализирана на сцената на ДТ „Стоян Бъчваров“ Варна от режисьора Петър Денчев. Спектакълът гостува в Сърбия и в Черна гора, а изпълнителят на главната роля Симеон Лютаков получава наградата „Варна“ за ролята на Давид. 
Режисира и продуцира със своята независима продуцентска компания „Moiré Films“. Преподава сценаристика в университета „Помпейо Фабра“.
Марк Креует живее със семейството си в Барселона.

## Произведения

### Пиеси
- Conexiones (2009)
- El rey tuerto (2013)

### Филмография
- 2006 Àngels i Sants – ТВ сериал, 7 епизода
- 2008 La nit del màster de TV3 – документален
- 2011 – 2013 Pop ràpid – ТВ сериал, 25 епизода
- 2016 El rei borni – по пиесата
- 2018 Capítulo 0 – ТВ сериал, 1 епизод
- 2018 Apolo. La juventud baila

#### Режисьор
- 2011 – 2013 Pop ràpid
- 2016 El rei borni – продуцент
- 2018 Apolo. La juventud baila
- 2019 Benvinguts a la família – ТВ сериал, 4 епизода